# Матибелле, Тсепо
Тсепо Рамонене Матибелле (англ. Tsepo Ramonene Mathibelle, род. 30 июня 1991 года) — лесотский легкоатлет, бегун на длинные дистанции. На Олимпийских играх 2012 года занял 85-е место в марафоне с результатом 2:55.54 — это последнее место. Занял 86-е место на чемпионате мира по кроссу 2011 года.
Занял 4-е место на марафоне в Габороне 2012 года с результатом 2:16.51.
Выступал на чемпионате мира 2013 года в Москве, но не смог закончить дистанцию.

## Достижения
27 июля 2014 года на Играх Содружества занял 12-е место в марафоне, установив личный рекорд — 2:16.21.
11 июля 2015 года стал победителем полумарафона в Найсне — 1:06.06.